# František Josef Gerstner

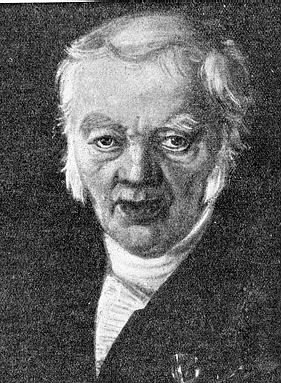
František Josef Gerstner

František Josef Gerstner (ur. 1756, zm. 1832) – czeski inżynier, matematyk i fizyk. Zaprojektował linię kolejową Czeskie Budziejowice–Mauthausen, która została zbudowana przez jego syna. Był profesorem Uniwersytetu Karola w Pradze. Jego synem był inżynier František Antonín.